# Chiến dịch Outside the Box
Chiến dịch Out of the Box (tiếng Hebrew: מבצע מחוץ לקופסה, Mivtza Michutz La'Kufsa) là một cuộc không kích của Israel vào một địa điểm bị nghi ngờ là lò phản ứng hạt nhân, được gọi là Địa điểm Al Kibar (còn được gọi trong các tài liệu của IAEA là Dair Alzour), ở vùng Deir ez-Zor của Syria, xảy ra ngay sau nửa đêm (giờ địa phương) ngày 6 tháng 9 năm 2007. Chính phủ Israel và Hoa Kỳ giữ bí mật về các cuộc đột kích trong bảy tháng. Nhà Trắng và Cơ quan Tình báo Trung ương (CIA) sau đó xác nhận rằng thông tin tình báo Mỹ cho biết địa điểm này là một cơ sở hạt nhân với mục đích quân sự, mặc dù Syria phủ nhận điều này. Một cuộc điều tra của Cơ quan Năng lượng Nguyên tử Quốc tế (IAEA) năm 2009 đã báo cáo bằng chứng về uranium và graphite và kết luận rằng địa điểm này có các đặc điểm giống như một lò phản ứng hạt nhân chưa được khai báo. IAEA ban đầu không thể xác nhận hoặc phủ nhận bản chất của địa điểm này vì theo IAEA, Syria đã không cung cấp sự hợp tác cần thiết cho cuộc điều tra của IAEA. Syria đã bác bỏ những tuyên bố này. Gần bốn năm sau, vào tháng 4 năm 2011 trong Nội chiến Syria, IAEA chính thức xác nhận rằng địa điểm này là một lò phản ứng hạt nhân. Gần bốn năm sau, vào tháng 4 năm 2011 trong nội chiến Syria, IAEA chính thức xác nhận rằng địa điểm này là một lò phản ứng hạt nhân. Israel không thừa nhận vụ tấn công cho đến năm 2018.
Vụ tấn công được cho là diễn ra sau cuộc tham vấn cấp cao nhất của Israel vớiChính quyền Bush. Sau khi được Tổng thống Hoa Kỳ George W. Bush cho biết Hoa Kỳ không sẵn sàng ném bom, Thủ tướng Ehud Olmert đã quyết định tuân theo Học thuyết Bắt đầu năm 1981 và đơn phương tấn công để ngăn chặn khả năng vũ khí hạt nhân của Syria, bất chấp những lo ngại nghiêm trọng về sự trả đũa của Syria. Trái ngược hoàn toàn với lần trước đó học thuyết này được sử dụng để chống lại Iraq, cuộc không kích nhằm vào Syria không gây ra sự phản đối kịch liệt từ quốc tế. Một lý do chính là Israel duy trì sự im lặng đối với vụ tấn công, còn Syria thì che đậy các hoạt động của mình tại địa điểm và không hợp tác đầy đủ với IAEA. Sự im lặng của quốc tế có thể là sự thừa nhận ngầm về khả năng không thể tránh khỏi của các cuộc tấn công phủ đầu vào "các chương trình hạt nhân bí mật trong giai đoạn đầu của chúng." Nếu đúng, chắc chắn Học thuyết Begin đã đóng một vai trò quan trọng trong việc định hình nhận thức toàn cầu này.
Theo xác nhận chính thức của chính phủ vào ngày 21 tháng 3 năm 2018, cuộc đột kích được thực hiện bởi Không quân Israel (IAF) 69 Phi đội F-15Is, và 119 Phi đội và 253 Phi đội F-16I, và máy bay ELINT; có đến tám máy bay tham gia và ít nhất bốn trong số này đã đi vào không phận Syria. Các máy bay chiến đấu được trang bị tên lửa AGM-65 Maverick, bom 500 lb và thùng nhiên liệu bên ngoài. Một báo cáo cho biết một đội gồm các lực lượng đặc biệt Shaldag của Israel đã đến địa điểm này một ngày trước đó để họ có thể đánh dấu mục tiêu bằng máy chỉ định laser, trong khi một báo cáo sau đó xác định Sayeret Matkal lực lượng biệt kích có liên quan.
Cuộc tấn công đi tiên phong trong việc sử dụng các khả năng chiến tranh điện tử của Israel, khi các hệ thống tác chiến điện tử (EW) của IAF tiếp quản các hệ thống phòng không của Syria, tạo cho chúng một bức tranh bầu trời giả trong toàn bộ khoảng thời gian mà máy bay chiến đấu Israel cần để vượt qua Syria, ném bom mục tiêu và quay trở lại.
Vào ngày 6 tháng 3 năm 2017, địa điểm hạt nhân Kibar bị Lực lượng Dân chủ Syria - liên minh người Kurd và Ả Rập do Mỹ hậu thuẫn các chiến binh dân quân - từ một lực lượng ISIL rút lui ở phía bắc tỉnh Deir Ezzor.